# Graineterie Roux em Carpentras

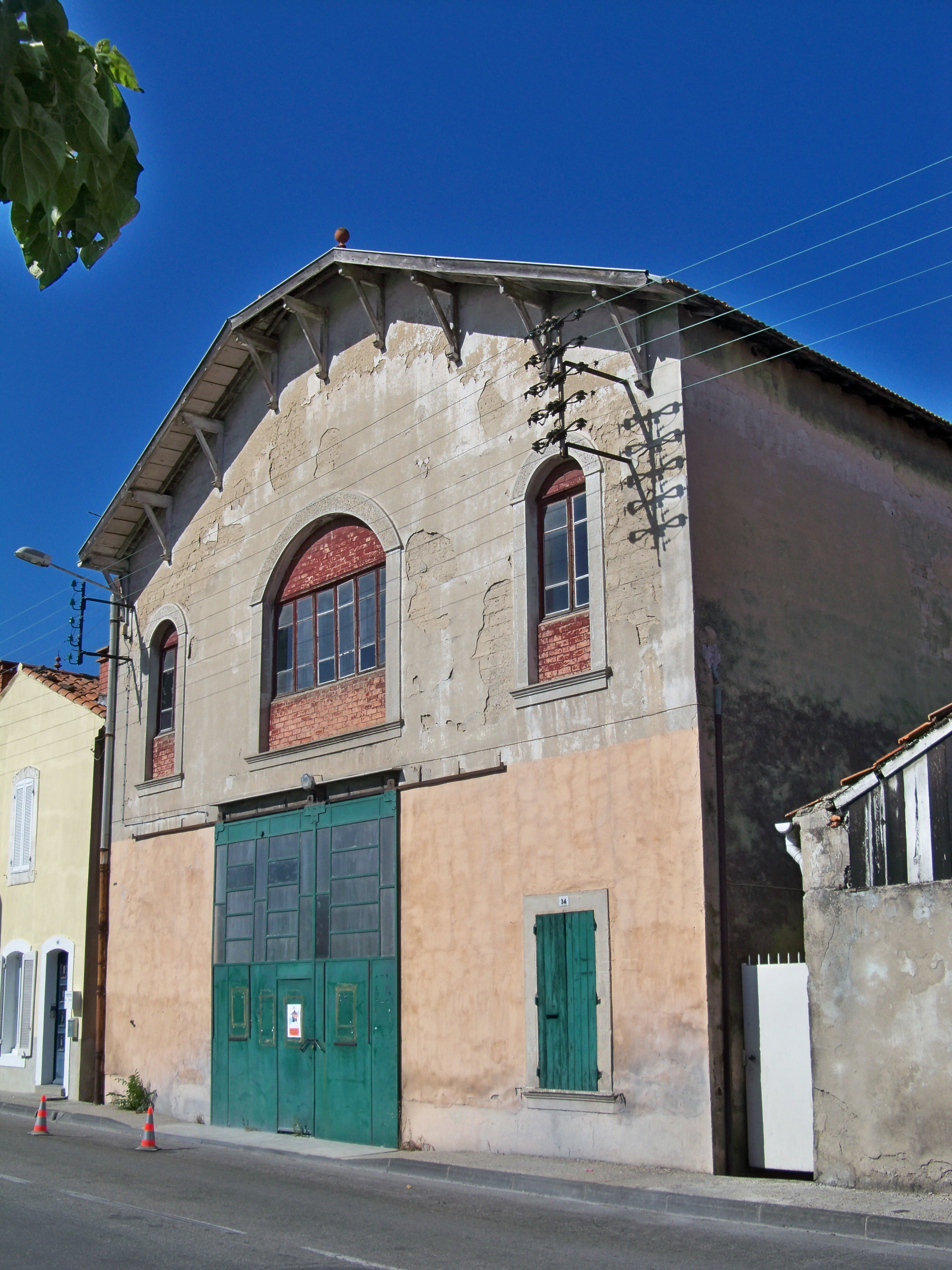
frente do edifício

O Graineterie Roux em Carpentras, fundada em 1907, em 34 Bel Air Carpentras em Vaucluse,é um excelente exemplo desta indústria, que conta hoje que cinco dessas instituições na França, dois dos quais apenas são classificados como monumentos históricos (um em Carignan em  Ardennes  e o celeiro monástica outro século XIV Blois em Loir-et-Cher ). Desde o decreto de 9 de setembro de 2005, o edifício está listado como Monumento histórico da França. Graineterie as obras de quase um século de 1919 até o início de 2000.
O Roux graineterie também é conhecido como Casa de Albert Simon, chamado Le Moulin, chamado Graineterie Aimé Roux, Usina Souville, Instalações Aimé Roux, Usina Bel Air e Fra bombardeio.

## Proprietários sucessivos
Em 1913, Albert Simon, sementes mercantes Sorgues, comprou o moinho construído por Pierre Nicolas e concluído dois anos antes Bel Air Carpentras. Ele instalou um negócio de tratamento de sementes sob o nome de Maison Albert Simon chamado de Mill. Em 1917, sua filha e esposa site de Roux Aime recebe um dote. Amei o Roux Graineterie com o título oficial de fábrica Souville foi fundada em 1919. Sua principal atividade é a decorticação de grainesmais como embalagem e comercialização de sementes produzidas pelo mercado local, destinado para o setor de alimentos (arroz, colza, girassol, psyllium, ...). Localizado perto do estação Carpentras, incluindo a actividade de carga nunca deixou distribuição de seus produtos em escala nacional.
No início dos anos 1920, a primeira expansão do moinho opera, bem como a construção de um primeiro andar. Em 1928, todo o edifício é levantado e uma nova fachada é feita. Naquele tempo as novas máquinas são comprados para construir novas linhas de produção.
Durante Segunda Guerra Mundial, o graineterie foi requisitado: decorticação linha é usada para tratar arroz e, também, como afirma a tradição oral, Peixe quebrado. Em 1949, as instituições Roux Aimé são criados. André Roux, filho do fundador, tornou-se gerente da fábrica em 1951 e fez organizar o laboratório. Ele obtém autorização para multiplicação de sementes.
No meio de 1980, o resultado de uma falência, a planta se torna graineterie Bel-Air e do falecido 1990 louvores Maurice agricultor Fra e cliente graineterie e denomina atividade Fra bombardeio.
Agora, a fábrica também está envolvida no tratamento de vários tipos de grãos (cereais, oleaginosa, proteína) fornecida por agricultores locais e para alimentar no contexto de legislação de produtos de agricultura biológica (o ECOCERT).